# René Kieft
René Kieft (Andijk, 27 september 1946) is een Nederlands roeier. Hij nam eenmaal deel aan de Olympische Spelen, maar won bij die gelegenheid geen medailles.
In 1972 maakt hij op 25-jarige leeftijd zijn olympisch debuut op de Spelen van München. Hij kwam als roeier uit op het onderdeel twee met stuurman. Na 8.00,15 (derde tijd) in de eerste ronde en 8.17,37 (derde tijd) in de herkansing was het Nederlandse team uitgeschakeld.
In zijn actieve tijd was hij aangesloten bij de Delftse studentenroeivereniging Proteus-Eretes. Hij studeerde wiskunde aan de TH Delft. Later werd hij wiskundeleraar.

## Palmares

### roeien (twee met stuurman)
- 1971: 6e EK - 7.17,89
- 1972: 3e herkansing OS - 8.17,37

Bernard Luttikhuizen · 
René Kieft · 
Herman Zaanen (stuurman)